# Grootvorstendom Zevenburgen
Het grootvorstendom Zevenburgen of grootvorstendom Transsylvanië was een grootvorstendom binnen het Habsburgse Rijk dat in de tegenwoordig Roemeense regio Transsylvanië ligt. Het grootvorstendom ontstond in 1765, toen Maria Theresia en haar zoon keizer Jozef II het vorstendom Zevenburgen tot grootvorstendom verheven. Met de Ausgleich van 1867 kwam er een einde aan het grootvorstendom Zevenburgen, dat voortaan een integraal deel van het koninkrijk Hongarije werd.

## Geschiedenis

### Voorgeschiedenis
Tijdens de Grote Turkse Oorlog had het Habsburgse Rijk onder Leopold I het vorstendom Zevenburgen, een vazalstaat van het Ottomaanse Rijk, bezet en zijn vorst Michaël I Apafi gedwongen zich onder de heerschappij van de Habsburgse keizer te voegen. In 1687 werd de suzereiniteit van de Habsburgse keizer, al koning van Hongarije, over de vorst van Zevenburgen bevestigd. Na de dood van Michaël I Apafi besliste keizer Leopold middels het Diploma Leopoldinum dat Zevenburgen ondeelbaar verbonden was met de Habsburgse monarchie. De overdracht van Zevenburgen aan het Habsburgse Rijk werd in 1699 ook erkend in het Vrede van Karlowitz tussen het Ottomaanse Rijk en de Heilige Liga.
De Habsburgse heerschappij zorgde echter voor onvrede onder de Zevenburgse bevolking, en leidde in 1703 tot een opstand onder leiding van de edelman Frans II Rákóczi, die in 1711 in de kiem werd gesmoord. In de Vrede van Szatmár van dat jaar, die tussen de Habsburgers en de opstandelingen werd gesloten, bleef Zevenburgen een deel van Oostenrijk. De titel van vorst van Zevenburgen werd ook afgeschaft, en vervangen door een Gubernator, de gouverneur van Zevenburgen.

### Grootvorstendom Zevenburgen
In 1765 verhieven Maria Theresia en haar zoon keizer Jozef II het vorstendom Zevenburgen tot grootvorstendom, ter benadrukking van de bijzondere status van Transsylvanië binnen het Habsburgse Rijk. 
De meerderheid van de bevolking bestond uit Roemenen, die in armtierige omstandigheden als boeren werkten voor de Hongaarse magnaten. In 1784 leidde dit tot een opstand van de Roemeense boerenbevolking, zij het zonder succes. Met de oprichting van het Keizerrijk Oostenrijk werd het grootvorstendom Zevenburgen een Oostenrijks kroonland. Tijdens de Hongaarse Revolutie van 1848 eisten de Hongaarse opstandelingen de hereniging van Zevenburgen met Hongarije. Toen de revolutie in 1849 door de Oostenrijkers en met Russische hulp werd neergeslagen, bleef het grootvorstendom jarenlang onder militair bestuur en werd in de Oostenrijkse Meigrondwet van dat jaar als zelfstandig kroonland, los van Hongarije, bevestigd.
In 1853 werd het Zevenburgse deel van de Militaire Grens opgeheven en met het grootvorstendom herenigd. In het jaar 1866 stemde de, door de Hongaarse elite gedomineerde, Zevenburgse Landdag voor de vereniging van het grootvorstendom met Hongarije. Deze vereniging ging in voege in januari 1867 en werd ook door de Oostenrijks-Hongaarse Ausgleich bevestigd. Hiermee verloren de Szeklers en de Zevenburger Saksen hun eeuwenoude autonome statuut. In 1868 werden alle instellingen van het grootvorstendom definitief ontbonden.

## Bestuur
Het grootvorstendom Zevenburgen was sinds zijn oprichting in 1765 een land van de Hongaarse kroon en vanaf 1804 een kroonland van het Keizerrijk Oostenrijk. In 1860 werd het land door het Februaripatent een constitutionele monarchie met een eigen verkozen landdag.

### Bestuurlijke indeling
- Szeklerland, opgedeeld in stoelen
- Königsboden, opgedeeld in stoelen

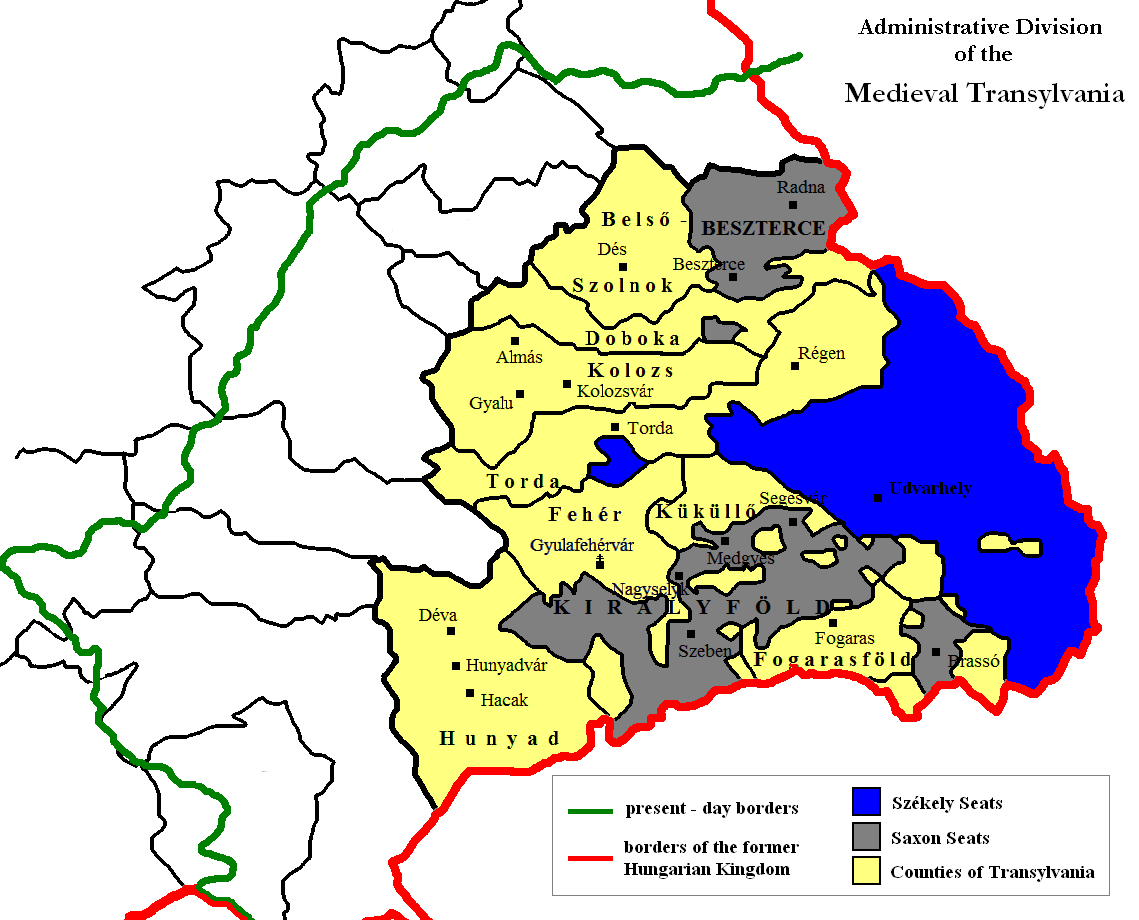
Gebieden van de drie geprivilegieerde standen in Zevenburgen:
Szeklerland
Königsboden
Comitaten onder het gezag van adel en clerus

- Comitaten onder het bestuur van adel en clerus:
  - Belső-Szolnok
  - Doboka
  - Kolozs
  - Torda
  - Alsó-Fehér
  - Felső-Fehér
  - Hunyad
  - Küküllő
  - Fogaras

### Grootvorsten van Zevenburgen
- Maria Theresia (1765–1780)
- Jozef II (1780–1790)
- Leopold II (1790–1792)
- Frans II (1790–1835)
- Ferdinand V (1835–1848)
- Frans Jozef I (1848–1867/1916)
- Karel IV (1916-1918)

1867–1918

In de Rijksraad vertegenwoordigde koninkrijken en landen (Cisleithanië):
hertogdom Boekovina · koninkrijk Bohemen · koninkrijk Dalmatië · koninkrijk Galicië en Lodomerië · hertogdom Karinthië · hertogdom Krain · Küstenland (vorstelijk graafschap Görz en Gradisca, markgraafschap Istrië, vrije rijksstad Triëst) · markgraafschap Moravië · Neder-Oostenrijk · Opper-Oostenrijk · hertogdom Salzburg · Tsjechisch-Silezië · hertogdom Stiermarken · vorstelijk graafschap Tirol en land Vorarlberg

De landen van de Heilige Hongaarse Stefanskroon (Transleithanië):
Fiume met gebied · koninkrijk Hongarije · koninkrijk Kroatië en Slavonië . Militaire Grens (1867-1882)

Gemeenschappelijk bestuurd: condominium Bosnië en Herzegovina (1878-1918) . Novi Pazar met gebied (1878-1908) . Karpatische passengebied (1918) . bezette zone Tianjin (1901-1917)
Voor of in 1867 opgeheven

koninkrijk Illyrië (tot 1850) · vojvodschap Servië en Temesbanaat (tot 1860) · Koninkrijk Lombardije-Venetië (tot 1866) · grootvorstendom Zevenburgen (tot 1867)